# نینگا-فولبه

نینگا-فولبه شهری در شهرستان کونگوسی در استان بام در بورکینافاسوی شمالی است و جمعیت آن ۷۰۶ نفر است.